# Hűtlen barátok / Szomorú történet
A Hűtlen barátok / Szomorú történet az Omega kislemeze 1971-ből, az első stúdiófelvételek Debreczeni Ferenccel. Az első dal utalás Presser Gábor és Laux József kilépésére. A felvétel nem azonos az Élő Omega albumon hallhatóval, külön készült. A Szomorú történetből nem készült nagylemezes változat, csak kislemezen illetve válogatásalbumon jelent meg.

## Megjelenések
- 1971 SP
- 1984 Legendás kislemezek LP (A)
- 1992 Az Omega összes kislemeze 1967–1971 CD
- 2011 Kiabálj, énekelj! CD

## Dalok
A: Hűtlen barátok (Mihály Tamás – Kóbor János)
B: Szomorú történet (Molnár György – Kóbor János – Sülyi Péter)

## Az együttes tagjai
- Benkő László – orgona, vokál
- Debreczeni Ferenc – dob, ütőhangszerek
- Kóbor János – ének
- Mihály Tamás – basszusgitár, vokál
- Molnár György – gitár